# 中馬興丸

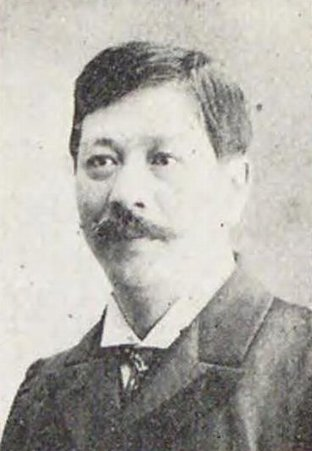
中馬興丸

中馬 興丸（ちゅうま おきまる、旧姓・天崎、1871年4月1日（明治4年2月12日） – 1936年（昭和11年）3月14日）は、日本の政治家、医師。衆議院議員（兵庫県第二区選出、当選3回）。尼崎中馬病院主。族籍は兵庫県士族。

## 経歴
摂津国川辺郡尼崎（現在の兵庫県尼崎市）に天崎紹印の三男として生まれ、中馬譲吉の養子となった。1898年（明治31年）、東京帝国大学医科大学を卒業。日露戦争に従軍し、陸軍一等軍医に任ぜられた。姫路県立病院副院長を務めた後、中馬病院を開業した。一般の診療に従事した。また尼崎市医師会長、琴浦育児院長、尼崎市訓盲院長などを務めた。
1920年（大正9年）の第14回衆議院議員総選挙に出馬し、当選。憲政会、立憲民政党に所属。第15回、第17回で再選を果たした。
その他、阪神競馬倶楽部理事長、尼崎魚市場、尼崎青物市場各社長、朝鮮平安漁業取締役を務めた。

## 人物
宗教は禅宗。趣味は書画、骨董、囲碁。住所は尼崎別所村、開明町3丁目、西難波。

## 家族
中馬家
- 養父・譲吉[3]
- 妻・静（1877年 - ?、養父・譲吉の長女）[3][6]
- 長女・英（1902年 - ?、医学博士、中馬病院長・中馬優の妻）[7]
- 息子[3]